# Церковь Великомученицы Екатерины (Валдай)
Церковь Великомученицы Екатерины (другое название — Льво́вская рото́нда) — недействующий православный храм в городе Валдай Новгородской области. Памятник архитектуры федерального значения. Ныне занят Музеем колоколов.

## История
Церковь расположена между улицей Труда и Комсомольским проспектом. Она стоит на холме в центре городского сада. Церковь построена по заказу императрицы Екатерины II в 1793 году, автором проекта стал архитектор Николай Львов. Храм дополнил комплекс зданий Присутственных мест и Путевого дворца.
Представляет собой круглое в плане здание с колоннадой в стиле классицизма. Колоннада ионического ордера на каменном цоколе окружает храм с трёх сторон, открывая с четвёртой (восточной) алтарную часть. Внешний диаметр церкви составляет 21,8 м, центральный зал имеет диаметр 10,7 м, высота (с учётом креста) — около 30 м. Стена церкви обработана пилястрами, также ионического ордера, их количество равно количеству колонн. Алтарная часть и галерея имеют единую крышу в один скат. Центральный объём, в форме цилиндра, перекрыт куполом в форме сферы с четырьмя люкарнами. Купол венчает барабан, имеющий также небольшой купол с яблоком и крестом. Стены центрального объёма между пилястрами прорезаны окнами в два яруса. В первом, нижнем, семь больших окон с полукруглым верхом, они обработаны наличниками, в вершинах оконных арок — замки. Над каждым из этих окон расположены слегка утопленные в стену ниши с лепными гирляндами. Во втором ярусе, в каждом из простенков между двумя пилястрами, расположено двенадцать круглых окон. Они оформлены по фасаду плоскими выступами и расширяются раструбом внутрь здания. Ярусы окон разделены обрамлёнными тягами и поясом, составленным из меандров. Три портала с севера, запада и юга, оформлены так же, как и окна первого яруса. Внутри зал храма соединяется с алтарным пространством тремя проёмами в виде арок. Интерьер декорирован лишь карнизом, обходящим основание купола. У храма имеется подвальное помещение, войти в него можно с юго-западной стороны.
Средства на строительство были выделены императрицей Екатериной II. Ротонда служила в качестве дворцовой церкви Путевого дворца Екатерины, однако церковные службы совершались в ней редко. От самого дворцового комплекса уцелели отдельные перестроенные корпуса.

## Проект Львова и его изменения
Как отмечают авторы сборника статей «Н. А. Львов. Жизнь и творчество… » (2013), лишь незадолго до выхода в свет этого издания стало известно, что строительством церкви занимался губернский архитектор И. Дмитриев, который внёс в проект Львова изменения. Об этом свидетельствуют подписанные им чертежи, обнаруженные в архиве. Проект Львова напоминает его же церковь в Яготине, украинском имении Разумовских, построенную в 1790-х годах. Яготинская церковь не сохранилась, известны два её изображения: одно из них — рисунок в книге фон Гуна «Путешествие по Малороссии», второе — фотография, датируемая 1910-ми годами. При этом между рисунком и фотографией имеются отличия, вероятно они появились в результате перестройки церкви или являются следствием несовершенства фон Гуна как рисовальщика. Исследователи отмечают, что церковь Великомученицы Екатерины стала более похожей на яготинскую после того, как И. Дмитриев внёс свои изменения в проект Львова. Он заменил колонны римско-дорического ордера более декоративными колоннами ордера ионического. Базы колонн покоятся на плинте, с помощью которого высота храма стала больше на 0,5 м. Чтобы ещё более увеличить высоту здания, Дмитриев отказался от светового отверстия в куполе, увенчав его высоким барабаном с главкой. При этом Дмитриев добавил люкарны у основания купола, не встречающиеся в проектах Львова. Также для проектов Львова, являвшегося последовательным приверженцем строгого классицизма, нехарактерно использование лепнины в виде гирлянд и обрамлений оконных проёмов.

## Ремонты и реконструкции
В середине XIX и начале XX веков производился косметический ремонт — разборка разрушенных с заменой на новые деталей лепнины, баз колонн и пилястр, карнизов.
В 1920 году здание церкви Екатерины было объявлено памятником архитектуры.
Во время Великой Отечественной войны окна церкви были оборудованы амбразурами из железобетона. В 1956—1957 годах начались реставрационные работы. К их началу у церкви имелись протечки кровли, деревянное перекрытие над галереей было разрушено, отслаивалось штукатурное покрытие. Также наблюдались повреждения цоколя, пьедесталов и баз колонн, лепнины. В 1959—1961 годах храму был возвращён его первоначальный облик, автором проекта реставрации выступил Л. Е. Красноречьев. Лепные детали восстанавливал скульптор-резчик В. И. Евсеев.
В 1970 году в здании церкви была размещена экспозиция Валдайского краеведческого музея.
В 1995 году в Львовской ротонде открылся Валдайский музей колоколов.
В 2007—2008 годах силами подрядной организации ООО «Инжстрой» был выполнен капитальный ремонт церковного фасада.